# Орловский, Константин Иванович (Герой Советского Союза)
Константи́н Ива́нович Орло́вский (15 декабря 1913, Быхов, Могилёвская губерния, Российская империя — 22 июля 1944, Малинова, Латвийская ССР) — советский военнослужащий, участник Великой Отечественной войны. Герой Советского Союза (24 марта 1945 года) (посмертно).

## Биография
Родился 15 декабря 1913 года[по какому календарю?] в Быхове в крестьянской семье. По национальности — белорус.
После окончания семи классов работал автомехаником. В Советскую Армию вступил в 1934 году, окончив в 1939 году Бобруйское танковое училище. В 1939 году участвовал в походе в Западную Белоруссию и Западную Украину, а затем — в советско-финской войне.
Участвуя в Великой Отечественной войне с июля 1941 года, Орловский был командиром танкового батальона 41-й танковой бригады (5-й танковый корпус, 2-й Прибалтийский фронт). В июле 1944 года батальоном Орловского, имевшего к тому времени звание капитана, было пройдено с боями около 300 км; чтобы отрезать путь отхода двинской группировке противника, было перерезано шоссе Даугавпилс — Резекне; в ходе боёв 17—22 июля было уничтожено 12 танков, более 40 орудий, большое количество другой боевой техники и солдат противника; 22 июля 1944 года Орловский погиб в бою. Похоронен в Даугавпилсе.
24 марта 1945 года К. И. Орловскому было присвоено звание Героя Советского Союза (посмертно).

## Награды
- Герой Советского Союза (24 марта 1945 года).
- Орден Ленина.
- Орден Отечественной войны 2-й степени.

## Память
Именем Орловского К. И. были названы улицы в Быхове и Даугавпилсе. В родном Быхове в честь Орловского была установлена мемориальная доска.